# Ривербанк (Калифорния)
Ривербанк (англ. Riverbank) — город в округе Станисло в штате Калифорния в Соединённых Штатах Америки.
Согласно данным переписи населения США, проведённой в 2020 году, число жителей города составляло 24 865 человек, что, для такого небольшого населённого пункта, существенно больше (+ 9.6%), чем было во время предыдущей переписи прошедшей в 2010 году (22 678 человек).

## География

Мост через реку Станислаус-Ривер

Город расположен на берегу реки Станислаус-Ривер на высоте около 86 футов (43 метра).
Согласно данным представленным Бюро переписи населения США, общая площадь города составляет 4,1 квадратных мили (11 км2), из которых 4,1 квадратных мили (11 км2) занимает суша и 0,02 квадратных мили (0,052 км2 или 0,59%) приходится на водную поверхность.

## История

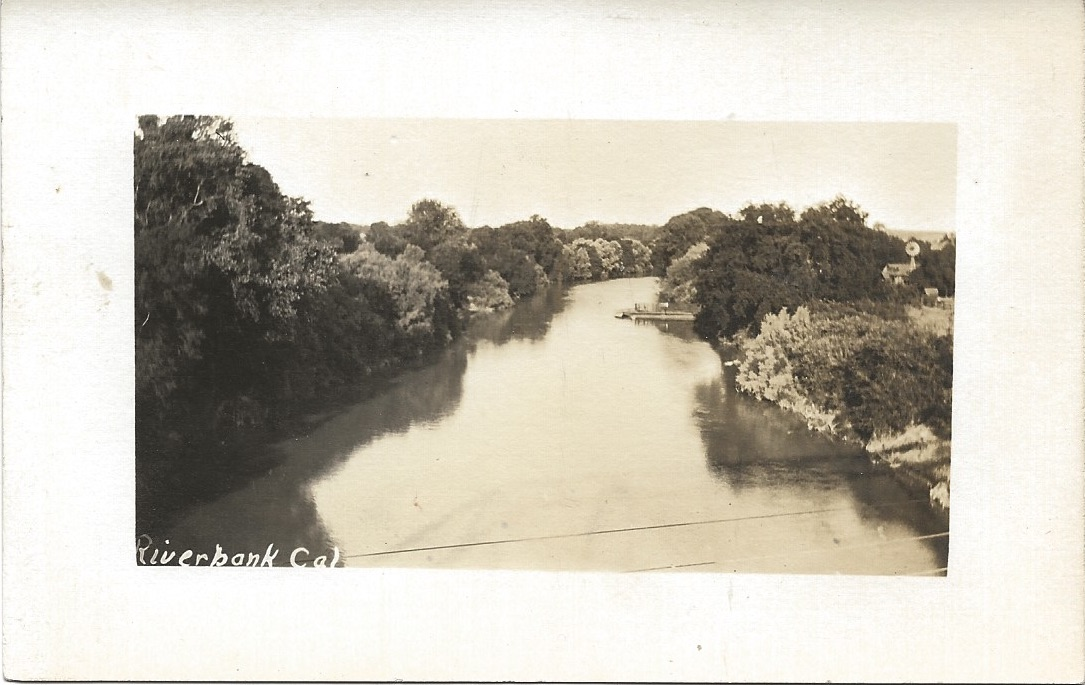
Ривербанк в 1910 году

В 1850-х годах район Ривербанка был известен как Бернивилл (англ. Burneyville). Майор Джеймс Берни, шериф Марипосы, основал одноимённый паром через Станислаус-Ривер на месте современного моста в Ривербанке и со временем здесь возникло поселение, жители которого сперва обслуживали путешественников, а затем стали больше внимания уделять сельскому хозяйству.
23 август 1922 года поселение было инкорпорировано и включено в реестр штата Калифорния, благодаря чему некорпоративное сообщество  официально получило статус города. С этого времени население города неуклонно росло со скорость от 4,7% (1960-е) до 135,6% (1950-е).